# Люлька, Архип Михайлович
Архи́п Миха́йлович Лю́лька (укр. Архи́п Миха́йлович Лю́лька; 10 [23] марта 1908, Саварка, Богуславский район — 1 июня 1984, Москва) — советский учёный, конструктор, специалист в области авиационных двигателей. Академик АН СССР (1968), руководитель ОКБ «Сатурн». Герой Социалистического Труда (1957). Лауреат Ленинской и двух Сталинских премий.

## Биография
Родился 10 (23) марта 1908 года в селе Саварка (ныне Обуховский район, Киевская область, Украина). Окончил Киевский политехнический институт в 1931 году. Работал на Харьковском турбогенераторном заводе.
В 1933—1939 годах — преподаватель ХАИ, работал над проектом ТРД с центробежным компрессором.
В конце 1938 — начале 1939 гг. все работы по газотурбинным установкам и ТРД были переведены в Ленинград, в СКБ-1 НКАП на Кировском заводе, которое до этого разрабатывало не оправдавшую себя авиационную паровую турбину. Его начальником был будущий руководитель разработки современной газовой центрифуги Н. М. Синев. Люлька добился перевода туда.
Там в 1939—1941 годах он разработал конструктивную схему ТРДД (двухконтурного турбореактивного двигателя), явившуюся прототипом ныне существующих схем, спроектировал опытный образец ТРД с осевым компрессором под названием РД-1. К осени 1940 чертежи этого двигателя были готовы, начались испытания отдельных узлов, и к маю 1941 он был на 70% выполнен в металле, однако помешала война. Документация и изготовленные детали пришлось захоронить на территории завода, а 80 сотрудников СКБ-1 были переброшены в СКБ-2 того же завода на работы по КВ-1 и другим тяжёлым танкам.
В 1941—1942 годах работал на танковом заводе в Челябинске, а с 1943 года продолжил работы по созданию первого отечественного ТРД.
Совместно с начальником ОКБ-301 М. И. Гудковым в марте 1943 года предложили руководству СССР проект нового штурмовика с ВРД (ТРД) — Гу-ВРД. Однако, отечественные специалисты были не готовы принять это предложение, несмотря на убеждённость разработчиков в реальности воплощения этого проекта.
Постановлением правительства № 472-191 от 26.02.1946 г. и приказом № 182 от 30.03.1946 г. министра авиационной промышленности СССР М.В. Хруничева Государственный Союзный завод №165 передан в ведение 8-го Главного Управления МАП для развития опытно-конструкторской базы по реактивным двигателям. Главным конструктором и ответственным руководителем завода назначен Архип Михайлович Люлька.
Под руководством Люльки создан первый советский ТРД, прошедший в феврале 1947 года государственные испытания. В последующие годы под руководством Люльки был создан ряд ТРД, применявшихся на самолётах П. О. Сухого, С. В. Ильюшина, Г. М. Бериева, А. Н. Туполева.
В 1950—1960 годах — преподаватель в МАИ имени С. Орджоникидзе (с 1954 профессор). С 1957 года — генеральный конструктор ОКБ-165.
В 1967—1984 годах — председатель Комиссии АН СССР по газовым турбинам. Член ВКП(б) с 1947 года.
Академик АН СССР (1968; член-корреспондент с 1960 года).
А. М. Люлька умер 1 июня 1984 года от рака лёгких. Похоронен в Москве на Новодевичьем кладбище (участок № 7).

## Семья
- Супруга — Галина Евгеньевна.
- трое детей, в том числе Вячеслав Архипович (1937—2006), закончивший МФТИ и трудившийся в институтах Академии наук СССР/РАН (преимущественно в ВЦ РАН), преподававший в МФТИ и в МПГУ. Кандидат физико-математических наук (1971)[9].

## Память

Мемориальная доска на здании ОКБ имени А. Люльки

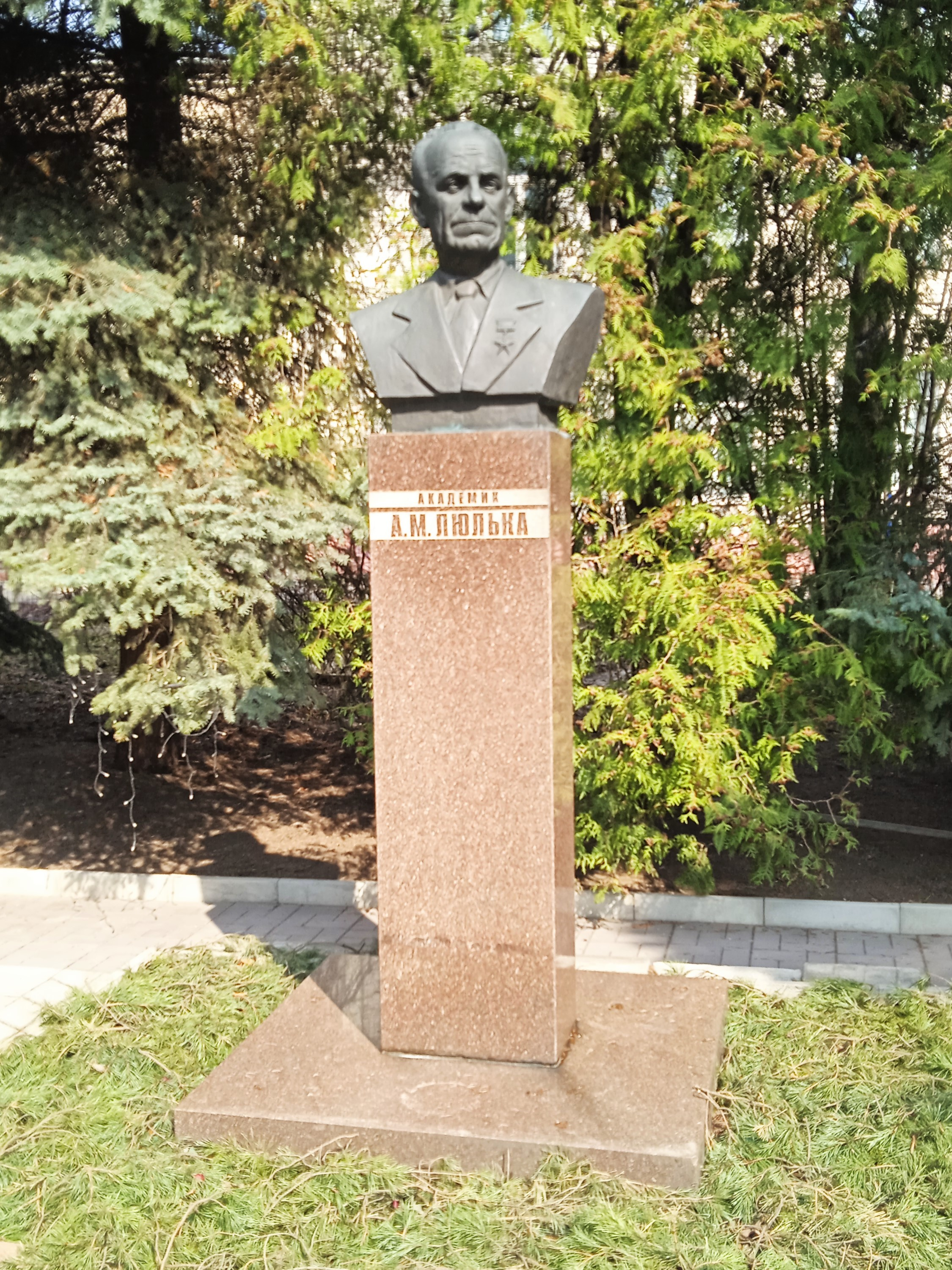
Бюст А. М. Люльки на территории ОКБ имени А. Люльки

Памятник на площади Академика Люльки в Москве

- Именем А. М. Люльки названы площадь и опытно-конструкторское бюро, расположенные в Алексеевском районе Москвы, на территории ОКБ им. А. М. Люльки установлен бронзовый бюст.
- На доме № 6 в Протопоповском переулке в Москве, где А. М. Люлька жил с 1974 по 1984 год, установлена мемориальная доска.
- За главным корпусом НТУУ (Киевский политехнический институт им. И. Сикорского), в котором учился А. М. Люлька, на аллее выдающихся учёных, установлен памятник авиаконструктору.
- На родине А. М. Люльки, в селе Саварка, Богуславского района, Киевской области, 25 мая 2007 года на территории школы имени Архипа Люльки установлен памятник великому земляку.
- В конце 1980-х годов учреждена отраслевая техническая премия имени академика А. М. Люльки в области авиационной техники (повторно учреждена 23 марта 2013 года).

## Награды и премии
- Герой Социалистического Труда (12.7.1957)
- три ордена Ленина (1947; 12.7.1957; 22.7.1967)
- орден Октябрьской революции (1971)
- два ордена Трудового Красного Знамени (1945, 1975)
- Ленинская премия (1976)
- Сталинская премия третьей степени (1948) — за создание экспериментального реактивного авиационного двигателя
- Сталинская премия первой степени (1951) — за работу в области машиностроения
- медали